# Messier 28
Messier 28 (còn gọi là M28 hay NGC 6626) là cụm sao cầu trong chòm sao Nhân Mã. Nó được Charles Messier phát hiện vào năm 1764. Trên bầu trời nó rất gần với ngôi sao Kaus Borealis sáng thứ ba trong chòm sao Nhân Mã.
M28 cách Trái Đất khoảng 18.000 đến 19.000 năm ánh sáng. 18 sao biến quang kiểu RR Lyrae đã được quan sát trong cụm sao này. Năm 1986, M28 trở thành cụm sao đầu tiên có pulsat miligiây được phát hiện (nhờ kính thiên văn vô tuyến Lovell thuộc đài quan sát Jodrell Bank).
|  |